# Collationnure
Dans l'édition de luxe ou de demi-luxe, la collationnure, ou collationnement, ou collationnage désigne le temps consacré à la vérification, volume par volume ou pièce par pièce, de la conformité avec la maquette ou le volume de référence :
- identité de répartition des cahiers ;
- séquençage et collage ;
- absence de défauts typographique internes, notamment macules ;
- absence de défaut externe notamment pour la reliure.

L'opération entraînait l'insertion dans le volume d'un certificat de collationnure qui autorisait le souscripteur à obtenir l'échange d'un volume fautif ou fauté. La visiture (ou "visite" du volume) était un temps de cette procédure de contrôle. Du point de vue intellectuel on parle de « collation ».